# Пролетарий (Быховский район)
Пролета́рий (бел. Пралетарый) — деревня в составе Обидовичского сельсовета Быховского района Могилёвской области Республики Беларусь.

## Население
- 2010 год — 19 человек